# 水戸街道

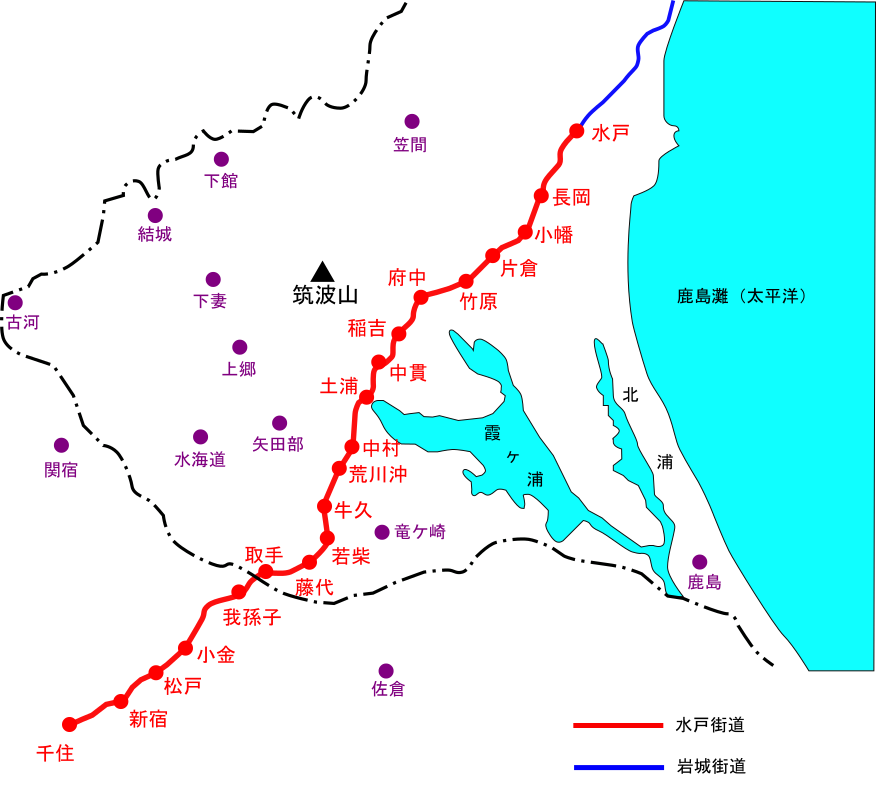
水戸街道

水戸街道（みとかいどう）は、江戸時代に定められた日本の幹線道路で、五街道に準ずる脇街道の一つである。
東京都足立区の千住宿から千葉県内松戸市の松戸宿を経て茨城県水戸市をつなぐ。現在は国道6号の愛称。

## 概要
水戸街道は、江戸側の千住宿と松戸宿を経て水戸藩の城下町である水戸をつなぎ、五街道と同様に道中奉行の管轄に置かれた。本来、街道は行き先の名称を冠したため水戸側では江戸街道と呼ばれた。
始まりは、805年に武蔵国から下総国府を経て常陸国府に向かうように東海道の経路がより直線経路となるよう変更され、後世の水戸街道の原形となった。鎌倉時代もこの道筋を通った（鎌倉街道）。
江戸時代初期（1680年代）に、我孫子・若柴間を、より短距離となる道筋へ変更し、現在のように取手・藤代を通るようになった。
現在、水戸街道は国道6号の東京都墨田区向島〜千葉県松戸市～茨城県水戸市までの区間の愛称である。国道6号に対して「水戸街道」と呼ぶ一方、街道筋が新道・バイパスの開通等により国道6号から外れた部分については「旧水戸街道」として区別することが多い。国道6号の呼称については国道6号#歴史も参照。
水戸以北は岩城街道（または磐城街道）や岩城相馬街道と呼ばれ、岩沼宿で奥州街道と合流し、仙台まで続いていた。水戸街道・磐城街道は奥州街道の脇道として江戸と東北をつなぐ幹線道路ではあったが、奥州街道ほどには栄えなかったとされる。明治時代以降は、水戸街道と磐城街道をまとめて陸前浜街道と呼称するよう明治政府から通達が出された。
水戸徳川家は参勤交代を行わない江戸常駐の定府大名であったため国許である水戸と当主が居住する江戸との間で緊密に連絡を取りあう必要があった。このため街道筋には水戸徳川家専用の施設が多数もうけられていた。
また幕末百話によると宿場人足も水戸様御用を笠に着て横暴な振る舞いが多かった。

## 呼称
正確な年代の記録は残されていないが、江戸・水戸・平を経て岩沼（宮城県）に至る海岸沿いの街道は古くは鎌倉時代から浜街道と呼称され、江戸時代には全般的呼称として普及した。江戸時代の常陸国における呼称は、「浜街道」よりも藩領型呼称が一般化した時代であることから、浜街道の水戸以南について、水戸城下町の本四町目を起点に江戸方面を「江戸道中」といい、江戸・千住を起点に水戸方面を「水戸道中」といった。道中は「街道」とも記されるようになると江戸街道・水戸街道となり、人によっては「海道」と書いたり統一性はなかったが、当時の藩内の人々の愛称として用いられており、明治・大正・昭和時代に公道名である陸前浜街道や国道6号と定められたあとも、そのまま人々に呼称が受け継がれた愛着性がみられる。
明治以後、茨城県や千葉県では、水戸市上市（旧県庁所在地）から東京・日本橋方面を「東京街道」とも呼んでいるが、現代の国道6号の東京 - 水戸間の通称として「水戸街道」と旧建設省（現・国土交通省）では名付けている。

## 道標と記名
水戸街道の道標は、千住宿の分岐点にあった天明元年（1781年）「水戸海道」の表記のあるもの、新宿の水戸道と佐倉道の分岐点にあった安永6年（1777年）「水戸海道」と表記のあるもの、現松戸市八ケ崎にある文化3年（1806年）紀年銘、「水戸街道」の表記のあるもの、3基が確認されている。さらには小金宿の本土寺参道との分岐点の「水戸道中」という道標も現存している。
これらの道標は公的に設置されたものでなく、民間人の設置によるものである。政府により、街道名や発着点を規定している記名は、明治5年太政官の布告による「陸前浜街道」のみである。

## 宿場町
1. 千住宿（東京都足立区）
2. 新宿（東京都葛飾区）
3. 松戸宿（千葉県松戸市）
4. 小金宿（千葉県松戸市）
5. 我孫子宿（千葉県我孫子市）
6. 取手宿（茨城県取手市）
7. 藤代宿（茨城県取手市）
8. 若柴宿（茨城県龍ケ崎市）
9. 牛久宿（茨城県牛久市）
10. 荒川沖宿（茨城県土浦市）
11. 中村宿（茨城県土浦市）
12. 土浦宿（茨城県土浦市）
13. 中貫宿（茨城県土浦市）
14. 稲吉宿（茨城県かすみがうら市）
15. 府中宿（茨城県石岡市）
16. 竹原宿（茨城県小美玉市）
17. 片倉宿（茨城県小美玉市）
18. 小幡宿（茨城県東茨城郡茨城町）
19. 長岡宿（茨城県東茨城郡茨城町）
20. 水戸宿（茨城県水戸市）

## 関所

### 金町松戸関所
江戸時代、新宿と松戸宿の間を南下していた江戸川は、現葛飾橋の北方500mのあたり（現在は河原）に「金町松戸関所」が設置された。江戸幕府は江戸防衛のために江戸川に架橋しなかったので対岸に渡るには渡し舟を利用していた。
明治に入ってから葛飾橋がかけられた。関所跡の碑が、葛飾橋西詰の東北東に残されているが、この石碑のある場所は厳密には関所があったところとは異なる。

## この愛称が指定される国道6号の区間

### 言問橋東交差点（東京都墨田区向島）～茨城県水戸市内
千葉県道路愛称名では、松戸市上矢切新葛飾橋から、我孫子市北新田大利根橋までの愛称としている。
国道6号の通過市町村はこちらを参照。

## 旧水戸街道
現国道6号水戸街道は明治以降に作られた新道の部分があり、ここでは旧道について解説する。

### 千住宿 - 新宿

#### 千住 - 東京都千葉県境
元々江戸時代に定められた水戸街道は日光街道の宿場町だった千住を基点にしている。千住5丁目付近には旧水戸街道の跡として出発地点に碑が建っていたが、現在は区の施設に保管され、新しい碑が代わりに建っている。
第二次世界大戦前の1930年に荒川放水路が完成したため、小菅までの旧道跡は消失している。
葛飾区側に入ってからは東京都道308号千住小松川葛西沖線に入り、東京拘置所南の小菅一15番先から東に進み、綾瀬川を水戸橋で渡る。小菅三丁目交差点からは区道となり、堀切八丁目で東北東から北東に進路を変え、西亀有二22番先で常磐線に接する。
その後西亀有三丁目交差点からは東京都道467号千住新宿町線になり、亀有駅の南（沿道に一里塚跡がある）を通過して環七通りと交差後、亀有二から中川橋で中川を渡る。
中川橋を渡り、新宿小学校西交差点を右折すると1つ目の宿場町であった新宿である（当時は「あらじゅく」と呼ばれていた。現在も町名として残っているが「にいじゅく」となっている）。上宿・中宿と続き、左折して下宿。

### 新宿 - 松戸宿

#### 東京都
欄干のみ残る金阿弥橋を渡り、右折すると国道6号にぶつかる。ここで佐倉街道が分岐しており、交差点北東角付近に石碑（道標）が残されている。中川大橋東交差点で左折し、「帝釋道」の石碑の残る分岐を右に入る。東北東に進み、金町五丁目26番先で再び国道6号に吸収される。
金町六丁目12番先（金町広小路交差点）で国道6号（金町バイパス）と別れて東京都道・千葉県道501号王子金町市川線へ入り、東金町六丁目1番先（歩道橋のある地点）で若干東に進路を変えて都道501号とも離れる。葛西神社横を通り、東金町六丁目17番先（葛西神社裏交差点）で江戸川の土手に出る。なお、この道筋は、東金町五丁目交差点を経由して葛飾橋西詰へ至る道路（現在の都道471号および都道54号の一部）ができるまで、国道6号の一部であった。
江戸川の土手に出たところから渡河地点までの間は、河川改修などによって旧街道筋は失われている。そのまま北上すると現在の葛飾橋周辺にいたる。江戸時代には葛飾橋の北方500mのあたりの現在は河原にあたる場所に「金町松戸関所」があった。江戸幕府は江戸防衛のために江戸川に架橋しなかったので対岸に渡るには渡し舟を利用していた。明治に入ってから葛飾橋がかけられた。関所跡の碑が、葛飾橋西詰の東北東に残されているが、この石碑のある場所は厳密には関所があったところとは異なる。

#### 千葉県内
江戸川の千葉県側にも渡船場の石碑がある（松戸市松戸1714番地付近の川沿い道路端）。この渡船場は有名な矢切の渡しとは別物である。この渡船場の石碑より東に向かうと100m弱で千葉県道5号松戸野田線に突きあたる。ここを左折して北上すると松戸宿がある。

### 松戸宿 - 小金宿
県道5号線をそのまま北上して松戸宿を抜けると、松戸市竹ヶ花で常磐線にぶつかる。旧水戸街道はここで直進しており、現在は常磐線を跨ぐ歩道橋が架けられている（自動車は、自動車専用のしんはま跨線橋で迂回）。この歩道橋を渡って道なりに進むと、「上本郷」交叉点で国道6号と合流する。馬橋手前までは旧水戸街道と国道6号はほぼ一致している。

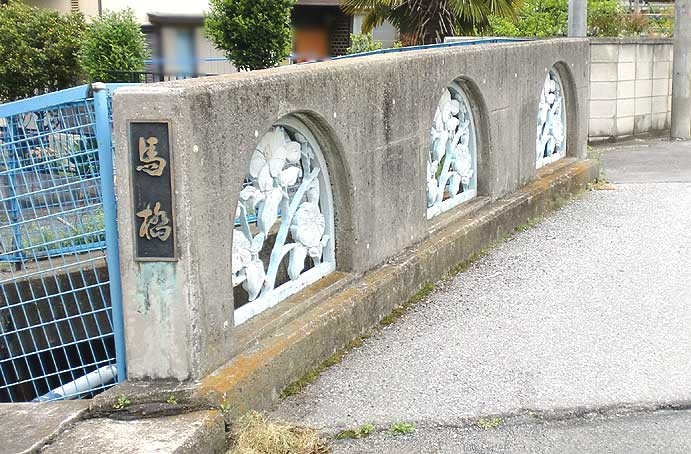
地名の由来である「馬橋」

国道6号の「中根立体入口」交叉点で左に入り、30mほどで右折して旧道に入る。この旧道が本来の旧水戸街道である。すぐの長津川を渡ってそのまま進み、千葉県道199号馬橋停車場線（国道6号の「馬橋駅入口」交叉点から北上した道）との交叉点で左折して北上する。なお、長津川を渡る橋が、馬橋の地名となった馬橋である（もう既に架け替えられてしまっているが昭和初期にかけられた馬橋の石柱には「國道六号線」とあった）。付近には、中心に排水溝のある古い形式の道が残る（水戸街道に面した家の生活道路）。
そのまま北上すると、萬満寺の山門前で道は右に屈曲する。なお、馬橋は正規の宿場ではない間の宿であるが、小林一茶や山下清がしばしば滞在したことでも知られている。萬満寺の山門を過ぎると、かつて江戸見坂と呼ばれた坂道となるが、江戸が見えなくなった今では坂の名称をしる者は少ないという。また江戸見坂の途中には二等三角点が設置されている。
坂を登り「八ヶ崎」交叉点で再び国道6号と合流。500mほど国道6号と重なっている。この「八ヶ崎」交叉点は、印西道との追分け（分岐）で、文化3年（西暦1806年）に造立された庚申塔という比較的大型の道標が交差点北東角に残されている（「水戸街道道標」の柱状案内標識あり）。その道標の南側面には「右 印西道」と、西側面には「左 水戸街道」と、北側面には「總州葛飾郡馬橋村」と、それぞれ刻まれている。また印西道を進むと江戸幕府軍馬放牧場を管理していた金ヶ作野馬方陣屋へと通じていた。この道標から北方向に100mほど歩くと、安楽亭 松戸八ヶ崎店北隣の緑地角に一里塚址の標識が建っている。昭和40年代頃までここに一里塚が現存していたという。
旧水戸街道は、蘇羽鷹神社前で国道6号から再び分岐し、国道6号の東側の側道となる。この側道は、武蔵野線高架橋の下を通り抜けつつ住宅街の中を通り、常行院裏手の和尚坂となる。なお、この側道は、一方通行であるので注意する。蘇羽鷹神社前から1km弱進んだところに「北小金駅入口」交叉点があり、この交叉点で国道6号を渡って、北上しながら小金宿に入る。

### 小金宿 - 我孫子宿
小金宿には、江戸時代末期に作られた旅籠「玉屋」が残されている（内部は非公開）。また、一月寺という名称の寺院が旧水戸街道沿いにあるが、江戸時代に虚無僧で有名だった同名の寺院とは直接的な関係はないので注意が必要である。旧水戸街道は北小金駅前の商業ビル「イオン北小金店」南西角で東に屈曲しているが、このビルは旧八坂神社の敷地に作られており、ビル南側の歩道上には「小金鎮守 八坂神社御跡地」の石碑に並んで旧水戸街道の道標（「水戸道中」と彫られている）が残されている。なお、イオン北小金店南西角で分岐して北小金駅に向かって直進する道は、駅から北へ800m程行ったところにある本土寺への参道である。
イオン北小金店南側から東に向かって小金宿を出ると、「根木内」交叉点で国道6号を渡る。「根木内」交叉点の付近の北側は戦国時代の根木内城址であり、土塁などが残っている。ここから柏市街までは、旧水戸街道は千葉県道261号松戸柏線となる。
そのまま進むと、松戸市根木内から柏市中新宿を通り流山市向小金に入る。文化14年、村尾嘉陵は付近で「今川焼あり　食うべし」と記している。流山市に入って200mほどの左手にある香取神社内には、一里塚跡を示す石碑がある。更にそのまま進むと、再び柏市となる。
柏市に入ると左手に土手がある。江戸幕府軍馬放牧場小金牧（柏市豊四季は小金牧の一部で上野牧と呼ばれた）の囲いであった野馬除土手である。かつてはここから北へ市境に沿って（土手のほうができたのが先だが）続く土手と、当街道沿いの土手があった。なお、前者の土手の国道6号付近の部分は、昭和30年頃に破壊されたが、それ以外の部分は幾らか保存されている。土手は二重になっていたが当街道沿い街道側の土手はすでに明治期に崩され水没しがちな当街道のかさ上げ等に用いられた。南柏駅側から見ると街道と面した家が周囲より高いことが判る。当街道沿い常磐線側の土手は今世紀初頭まであったが、現在は、その痕跡が左手店舗敷地の南柏駅側の境や住所区分の境（今谷上町と豊四季との境）とに残されているのみである。市境付近では街道側の土手が残っている。なお、小金牧のうち上野牧は明治になって開墾され、豊四季という地名が与えられ、さらに、豊四季村を経て千代田村・土村等と合併し柏町となった。享保年間まで野馬除土手は市境に沿って南にも続いており、痕跡は当街道右手にも見ることができる。
旧水戸街道は、南柏駅を過ぎると、脇街道である日光東往還にぶつかる。日光東往還は、国道6号と「旧日光街道入口」交叉点で交叉するとともに常磐線を跨いでいる。上野牧内には広大な原野の道標として水戸藩の援助により千本松が街道沿いに植えられており、南柏駅前からこの日光東往還との追分け（分岐）辺りまで松並木の松が、昭和50年代まで残存していたが、現在は一本も残っていない。日光東往還との分岐は小金牧内にあったためここに集落は形成されなかった。
今谷上町と豊四季との境界線として残っているように、旧水戸街道と平行に延びていた土手は、L字状に折れ曲がっていて、日光東往還との追分けの50mほど手前に左に入れる小道の直前で、旧水戸街道と交叉していた。この交叉部分から南東へ少しずれたところ（井上医院のあるあたり）に、土手の切れ目（土塁がない部分）があり、野馬の逃亡防止のための木戸が設けられていた。旧水戸街道は、この木戸を通るため、凹字状に折れ曲がっていた。旧水戸街道は、この木戸からこの先の柏にある木戸まで、小金牧を突っ切っていた。日光東往還との追分け（分岐）の先にバス停新木戸があり、木戸の名前はかろうじて残っているが、木戸自体は、追分けの手前にあった。享保年間まで市境にあった木戸を移設したためか、柏神社（後述）脇の木戸に対し、新木戸と呼んだものと思われる。木戸は関所としても機能し、近くに刑場跡が残る。
追分けを過ぎて直進すると、東武野田線高架橋下を通る。ここには、かつて踏切があり、街道はやや湾曲していた。高架橋の先に曲線状の痕跡が見られる。さらに直進し柏市街に至る。柏は手賀沼の船着場と付随する集落があった程度で、宿場町ではなく、鉄道開通後、特に高度経済成長期以降、発展した街である。柏神社手前に小金牧の土手の痕跡である小道があり、この小道を北へ辿ると常磐線を超えて柏市立柏第一小学校まで延びている。柏駅は実は豊四季にあったことが分かる。また、柏神社の手前には、木戸について解説する看板がある。
柏神社と巻石堂病院とを順に過ぎた後、左手に明治天皇の休憩所を示す石碑がある。かつては史跡に指定されており、明治17年12月6日午後、茨城県の女化け原での近衛兵演習を総監に行く途中の明治天皇が休憩した所である。
市街を抜けた諏訪神社前にかつて一里塚があった。
先、国道16号と「旧水戸街道入口」交叉点で交叉する。この「旧水戸街道入口」交叉点の手前には、国道16号に分断された柏公園への道がある。国道16号を渡ってさらに直進すると、常磐線と交叉する。現在は、跨線橋で線路を超えられるが、線路の敷設により旧道筋は多少変形している。
さらに直進すると大堀川と国道6号とにぶつかる。昭和50年代前半ごろまで、大堀川に橋が架かっていて直接渡れたが、現在は、大堀川の手前で左にカーブし、更に右にカーブして国道6号へ垂直に進入するようになっていて、渡河地点での旧道筋は失われている。国道6号を渡ってすぐ側道に下りると、アサヒ飲料柏工場の前にでる。この工場の前の道が旧水戸街道である。なお、この工場の裏手（北側）には、松ヶ崎城跡となる小高い丘がある。このあたりは、葛飾郡、相馬郡、印旛郡の郡境で（手賀沼は昔は印旛郡に属していた）、松ヶ崎城は、水路交通の要衝を管理するための城であった。
工場の前の道をそのまま直進すると、北柏駅の手前で、落差の大きいS字カーブの登り坂となる。この登り坂は、根戸の大坂と言われ、旧水戸街道の難所として知られていた。現在、柏市には、北柏駅前を区画整理して他の駅前と同じ様相にする計画があり、この根戸の大坂という歴史的遺構は、バス停が必要という名目で、数年後に破壊される予定である。
この根戸の大坂を登ると、広い敷地を持つ旧家が両脇に並ぶ風情のある街道となる。この辺りは根戸宿に当たり、昔は栄えていたようである。根戸の産土である北星神社への参道の入口や東陽寺を過ぎ、千葉県道7号我孫子関宿線を渡ると、我孫子市根戸で大きく右に屈曲する。旧水戸街道がこのような屈曲を必要とするような北よりの進路をとっていたのは、関東三弁天の一つである布施弁天への参道を兼ねていたためである。この屈曲を道なりに曲がって南東へ進み、根戸宿を抜けると、「我孫子市街入口」交叉点で国道6号を渡り、国道356号へと入る。

### 我孫子宿 - 取手宿
そのまま進むと常磐線にぶつかり、我孫子宿となる。旧水戸街道は、常磐線と交叉していて、以前は、踏切があって線路を渡れたが、現在は踏切は撤去され、歩道橋が架けられている。自動車の場合、国道356号に沿って迂回する必要がある。線路と日立精機跡地（現在は高層マンションが立つ）との間を進み、左へループしながら線路の下を通る道へ出て、線路の南側へ抜けて、旧水戸街道に戻る。
歩道橋を越えた寿1丁目には、本陣跡の碑が残されている。我孫子駅の南側は、少し行くと手賀沼を見渡せる高台となっていて、大正時代には、北の鎌倉と呼ばれ、文豪や陶芸家などの芸術家が別荘を所有していた。現在は、住宅街となっていて見る影もない。我孫子駅前には、まだ幾つかの商家や料理屋が趣のある家屋を残しているが、それも道路拡張工事に伴い減りつつある。
我孫子駅前を東に抜け、左へ右へとカーブしながら幾つかの料理屋を過ぎて我孫子宿を抜けると、やがて、成田街道との追分け（Y字分岐）に差し掛かる。追分けとなる交叉点には、元禄4年（西暦1691年）の建立の道標や道祖神が雑然と置かれていて、風化している。国道356号は、直進していて、こちらは成田街道である。旧水戸街道は、追分けを左斜めに進んでいる。
暫く行くと、成田線を越える踏切がある。踏切の名称は「浜街道踏切」となっている。その先、JRの車輌基地で旧道は多少失われている。車両基地の裏手（北東側）の我孫子市水道局の東側の道が旧道である。水道局から500mほどのところにある交叉点を左折し、日本武尊の伝説が残されている柴崎神社を左手に見ながら北東へ進む。このあたりは門構えのしっかりした屋鋪が点在する。そのまま進むと、「柴崎」交叉点で国道6号と合流する。
「青山台入口」交叉点で国道6号の南側側道にはいると、我孫子市青山847-848番地先にクランク（桝形）が残されている。この先の利根川の土手（ゴルフ場のクラブハウスがあるあたり）までは青山で、利根川の江戸側宿場町であった。旧水戸街道は、青山を抜けて、常磐線の鉄橋とほぼ並行するかたちで渡河し、取手宿に入っていた。
なお、江戸時代初期は、成田街道とともに我孫子市布佐へ進み、そこで成田街道と分かれ渡河していた。

### 茨城県内
取手では東に折れ旧市街に入る。本陣として使われた建物が残されている。
常磐自動車道千代田石岡インターチェンジ入口に一里塚が残る。
長岡から先には、千波湖の東方を通り水戸に入る本来の水戸街道と、一時期、陸前浜街道に組入れられた（水戸街道でも国道6号でもないが陸前浜街道である）千波湖の西畔を通り水戸大工町に入る道がある。
陸前浜街道途中左手本法寺に会沢正志斎の墓がある。神道式の戒名のない質素な墓である。
陸前浜街道の古い道筋は千波湖近くのボウリング場裏に残る。偕楽園駅前の道路も同様であるため下り線のみの臨時駅の前に広い道路がある。
本来の水戸街道に2箇所あったクランクは、現在でも新たな道が付加された形で残存している。
石岡市泉町と水戸市元吉田町字一里塚の旧街道の両側に、一里塚が残存している。
吉田神社前から右に折れかつての湿地帯を抜け、水戸市街（下市と呼ばれる下町）を流れる備前掘にかかる魂銷橋を渡ると水戸街道の終着点である。正確には魂銷橋は街はずれの高札場で、宿場としての水戸街道終点はさらに通りを進んだ所で石碑がある。

## 紀行
吉田松陰『東北遊日記』
嘉永4年（1851年）旧暦12月14日、千住宿～小金宿、一泊後、現柏市根戸の当時丁字路であった県道7号との交差点まで。
正岡子規『水戸紀行』
明治22年（1889年）4月3日、本郷台の寄宿舎から千住まで徒歩、千住～松戸は人力車、松戸から徒歩で藤代泊。4日、牛久沼畔を通ったほかは水戸街道を歩き、石岡泊。5日、長岡から、陸前浜街道を通り常磐神社下まで人力車で水戸着。